# Prionocera chosenicola
Prionocera chosenicola är en tvåvingeart som beskrevs av Alexander 1945. I den svenska databasen Dyntaxa används istället namnet Prionocera tjederi. Prionocera chosenicola ingår i släktet Prionocera och familjen storharkrankar. Arten är reproducerande i Sverige. Inga underarter finns listade i Catalogue of Life.